# Visual kei

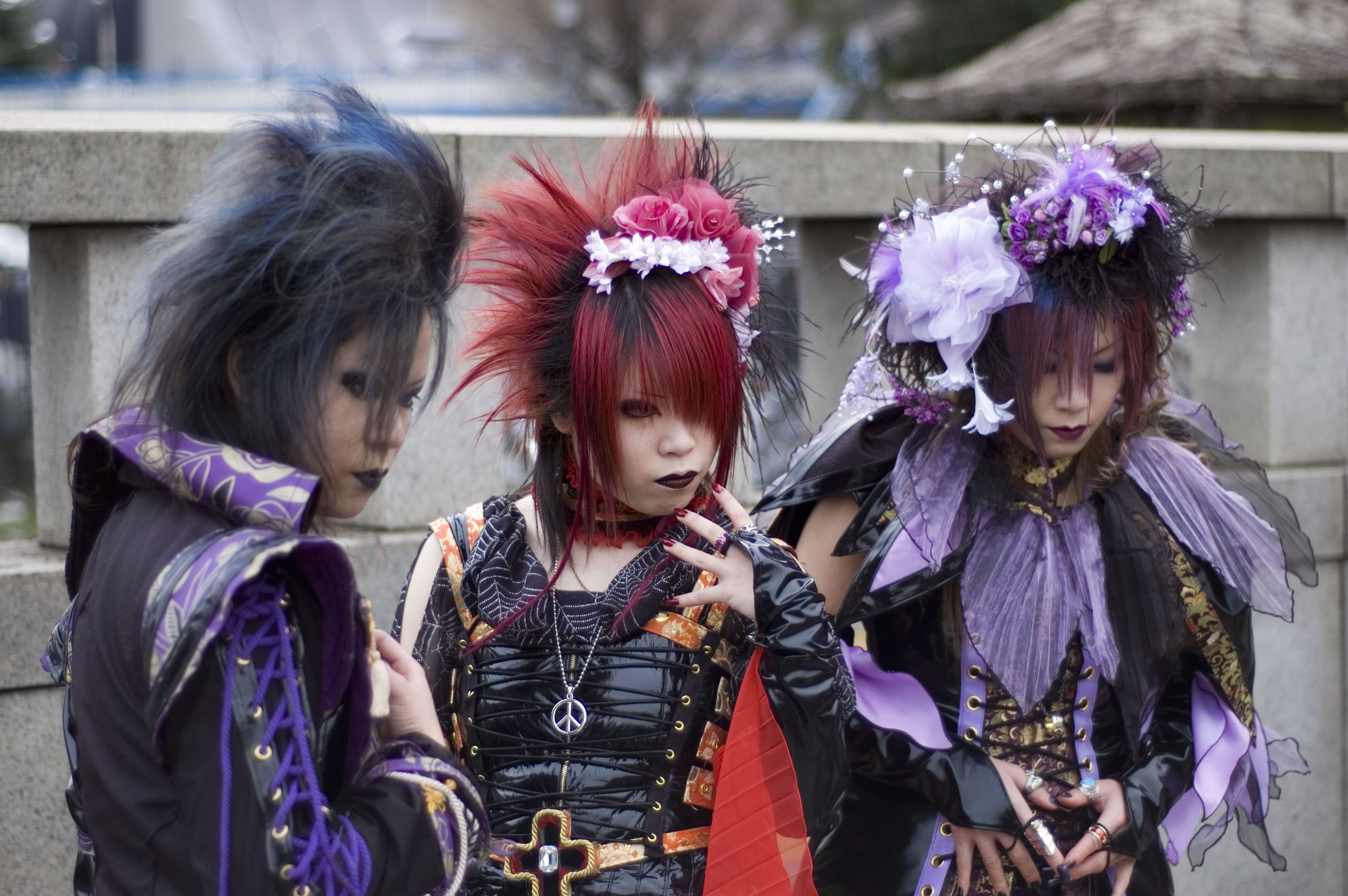
Phantasmagoria cosplay

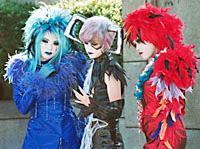
Przykład visual kei z końca lat 90. przedstawiający cosplay członków zespołu Malice Mizer

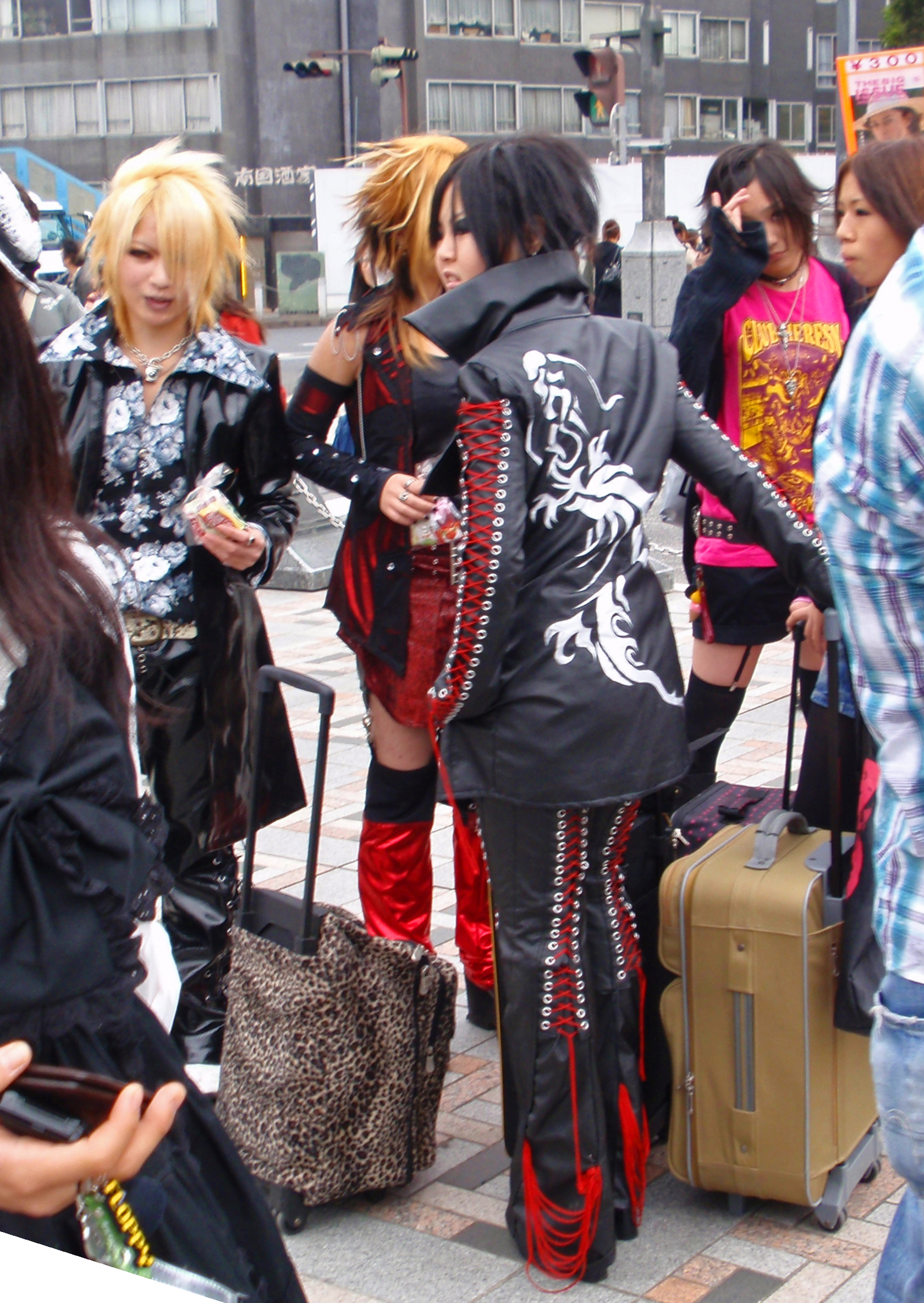
Visual-kei, Harajuku

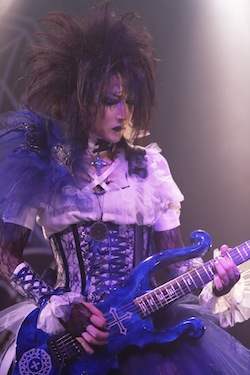
Gitarzysta Moi dix Mois, Mana w stroju visual kei

Visual kei (jap. ヴィジュアル系 vijuaru-kei; w skrócie V系 vi-kei, „wizualny system”, tu: „wizualny styl”) – moda, styl ubioru i zachowania, przyjęty wśród muzyków japońskich, charakteryzujący się kolorowym, ekscentrycznym, szokującym makijażem, fryzurami i kostiumami oraz łamaniem barier ekspresji płciowej. Styl ten powstał pod koniec XX wieku. Jest traktowany częściowo jako osobne zjawisko kulturowe, a częściowo jako nieodłączna cecha japońskiego rocka niezależnego.

## Historia
To zjawisko kulturowe zostało zapoczątkowane w latach 80. przez japońskie zespoły muzyczne takie jak: X Japan, D’erlanger, Buck-Tick czy Color. W latach 90. visual kei był coraz popularniejszy w całej Japonii, a było to związane z rekordową sprzedażą płyt popularnych w tym czasie zespołów: Malice Mizer, X Japan, Glay czy Luna Sea. Drastyczna zmiana wizerunku tych zespołów tylko zwiększyła ich popularność. Pod koniec lat 90. zainteresowanie visual kei zaczęło powoli spadać, a X Japan został rozwiązany. W 2001 roku Malice Mizer zawiesił działalność. Około 2007 visual kei powróciło za sprawą wznowienia X Japan czy próby wznowienia Luna Sea, co zostało opisane przez media jako Neo visual kei. Pierwszy festiwal visual kei w Japonii odbył się 24 i 25 października 2009 roku pod nazwą V-Rock Festival w Makuhari Messe w Chibie. Ponad 50 grup wystąpiło przed ponad 29 000 fanów z 49 krajów. Festiwal ten odbył się ponownie w 2011 roku, tym razem w Saitama Super Arena w Saitamie. W 2016 roku w Makuhari Messe odbył się trzydniowy festiwal o nazwie Visual Japan Summit, na którym wystąpili tacy wykonawcy jak X Japan, Luna Sea, Glay czy hide with Spread Beaver. W 2021 roku dziennikarka zajmująca się tematyką visual kei Chiaki Fujitani zauważyła, że nowsze zespoły łączą visual kei z innymi elementami, aby uzyskać efekt oryginalności. Wymieniła ona przykład muskularnego wokalisty Nocturnal Bloodlust, Hiro, który przeciwstawia się typowemu delikatnemu wyglądowi muzyków visual kei, zespół 0.1g no Gosan za wykorzystanie wzorców undergroundowych idoli, takich jak przeciąganie liny z fanami podczas koncertów, zespół Choke za awangardową formę rap metalu oraz byłego perkusistę D’espairsRay, Tsukasę Mogamigawę, który był pierwszym wokalistą nurtu visual kei w enka.

## Etymologia
Termin „visual kei” został zaczerpnięty z jednego ze sloganów zespołu X Japan, „Psychedelic Violence Crime of Visual Shock” (Psychodeliczna przemoc w postaci szoku wizualnego), widniejącego na okładce ich drugiego studyjnego albumu Blue Blood z 1989 roku. Przypisuje się, że to określenie zostało sformułowane przez Seiichi Hoshiko, redaktora i założyciela magazynu Shoxx, który powstał w 1990 roku jako pierwsza publikacja poświęcona temu tematowi. Wyjaśnił on jednak w wywiadzie dla JRock News z 2018 roku, że visual kei zostało formalnie wymyślone, a przynajmniej zainspirowane, przez gitarzystę prowadzącego X Japan – hide. Hoshiko powiedział również, że w tamtym czasie nazywano ich Okeshou Kei (お化粧系, OkeshōKei, „Styl Makijażu”). „Ale to po prostu wydawało się zbyt tandetne. Mimo że X Japan było dużym zespołem i ludzie używali terminu Okeshou kei, aby ich opisać, terminowi wciąż brakowało treści, w żadnym wypadku nie podobało mi się to określenie! Z tego powodu starałem się przypomnieć wszystkim piszącym, żeby nie używali tego terminu, ponieważ Oni nie są okeshou kei, oni są visual-shock kei. Od tego momentu określenie to przeszło z Visual-shock kei na Visual-kei i V-kei. Po tym, jak rozpowszechniliśmy tę informację, fani skrócili ją do V-kei. Japończycy uwielbiają skracać tak naprawdę wszystko”. Hoshiko uważa visual kei za charakterystyczny japoński gatunek muzyczny i definiuje go jako „muzykę samą w sobie wraz ze wszystkimi jej wizualnymi aspektami”.

## Popularność

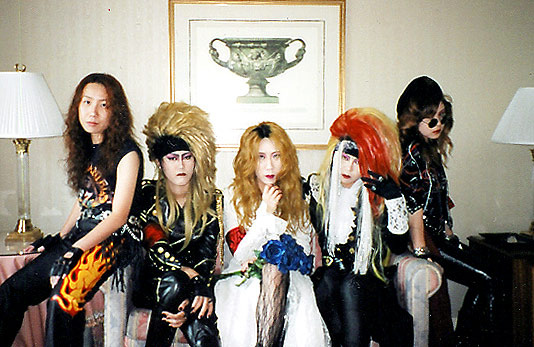
Cosplay grupy X Japan (2013)

Visual kei cieszy się dużą popularnością zarówno wśród niezależnych muzyków, jak i zespołów osiągających sukcesy komercyjne, czerpiąc z wpływów zachodnich takich jak: glam, goth i cyberpunk. Muzyka grana przez zespoły stosujące visual kei obejmuje szeroką gamę gatunków, w tym różne odmiany popu, punka, heavy metalu i muzyki elektronicznej. W Japonii regularnie wydawane są magazyny poruszające tematykę visual kei – Arena 37°C, Fool's Mate i SHOXX. Największe społeczności fanów znajdują się w Stanach Zjednoczonych, Niemczech, Polsce, Rosji, Francji i Brazylii oraz w pewnym stopniu w Finlandii, Chile i Szwecji.

## Krytyka
Nowsze zespoły nurtu visual kei krytykowano za to, że zatraciły ducha swoich przodków, kopiując się nawzajem pod względem stylistyki i brzmienia, przez co stały się takie same. Już w 1998 roku Neil Strauss pisał, że dla zespołów visual kei po „X” makijaż i skandaliczny wygląd stały się „ważniejsze niż muzyka”.
Kilku muzyków wyraziło swoje niezadowolenie; w 2008 roku Kirito wokalista zespołu Pierrot i Angelo powiedział, że „teraz to raczej ludzie ubierają się w określony sposób, bo chcą być visual kei lub wyglądać jak visual kei. Robią to, by wyglądać jak inni, zamiast robić to, by wyglądać inaczej. To oczywiście bardzo różni się od tego, jak zaczynaliśmy ponad dziesięć lat temu”. Podczas gdy Sugizo gitarzysta zespołu Luna Sea stwierdził w 2010 roku, że „nie potrafią tworzyć dobrych dźwięków, a muzyka jest dla nich raczej hobby. Nie czuję ich duszy w muzyce”.
Kenzi perkusista Kamaitachi, The Dead Pop Stars i wokalista Anti Feminism powiedział w 2009 roku, że „kiedyś istniały zespoły, ale ludzie próbowali robić rzeczy inaczej. Teraz jest jeden zespół i wszyscy go kopiują”, a założyciel wytwórni Free-Will i frontman zespołu Color, Tommy, podsumował: „Nie sądzę, żeby nasz gatunek visual kei jeszcze istniał”.
Basista Dir En Grey, Toshiya Chociaż sam jest przedstawicielem nowszego pokolenia, powiedział w 2010 roku: „Szczerze mówiąc, kiedy zaczynaliśmy i nosiliśmy dużo makijażu na scenie, było wtedy w Japonii wiele zespołów, które to robiły i ludzie myśleli, że to jest fajne. Ale teraz już nie, ha, ha”. Dodając: „Muzyka też była wyjątkowa były zespoły takie jak X Japan. W tamtych czasach nie było dwóch zespołów, które brzmiałyby tak samo; dziś każdy brzmi dokładnie tak samo”.
Bunny Bissoux z magazynu Time Out Tokyo stwierdził, że ruch ten „jest dziś w zasadzie równoległy do systemu idoli w j-popie”, dodając, że „początkowo szczycił się tym, że jest inny, teraz przyciąga tych, którzy chcą wyglądać jak visual kei. Prawdziwa oryginalność (przynajmniej w muzyce) wydaje się zanikać”. W 2018 roku Seiichi Hoshiko powiedział, że obawia się wpływu tego trendu na przyszłość ruchu.

## Kierunki
Niektóre kierunki w visual kei:
- Angura kei
- Ero-guro
- Nagoya-kei
- Oshare kei
- Kote kei